# 葡萄牙语大学联会
葡萄牙语大学联会（葡萄牙語：Associação das Universidades de Língua Portuguesa；简称AULP）是一个国际性的学术组织，成立于1986年，会员为来自葡萄牙、巴西、安哥拉、莫桑比克、圣多美和普林西比、佛得角、几内亚比绍、东帝汶和澳门等国家及地区的二百多所高等院校，准会员还包括美国、法国、意大利等大学的葡萄牙语系。